# Arhonte (gnosticism)
Arhonii sunt, în gnosticism și religiile strâns legate de acesta, creatorii universului fizic. Pentru arhontici, ofiți, setieni (secte gnostice), dar și în scrierile bibliotecii Nag Hammadi, arhonii sunt conducători, fiecare înrudit/asociat cu una dintre cele șapte planete cunoscute; ei împiedică sufletele să părăsească tărâmul material. Conotația politică a numelui lor reflectă respingerea sistemului guvernamental, ca fiind viciat, fără șansă de mântuire adevărată. În maniheism, arhonii sunt conducătorii unui tărâm din „Regatul Întunericului”, arhoni care împreună formează Prințul Întunericului. În exegeza The Reality of the Rulers, aspectul fizic al arhonților este descris ca hermafrodit, fețele lor fiind ca de fiare.

## Hebdomad
O trăsătură caracteristică a conceptului gnostic al universului este rolul jucat în aproape toate sistemele gnostice de cei șapte arhonți creatori ai lumii, cunoscuți sub numele de Hebdomad (ἑβδομάς). Cei Șapte sunt în majoritatea sistemelor puteri semi-ostile și sunt considerate ca ultimele și cele mai inferioare emanații ale Dumnezeirii; sub ele — și adesea considerate ca provenind din ele — se află lumea puterilor diabolice. Există însă și anumite excepții; Basilides a predat despre existența unui „mare arhon” numit Abraxas care a stăpânit peste 365 de arhonți (ouranoi).
Evident, din lucrări precum Apocrifa lui Ioan, Diagramele Ofite, Despre originea lumii și Pistis Sophia, arhonții joacă un rol important în cosmologia gnostică. Probabil că inițial s-au referit la daimonii greci ai planetelor, dar în gnosticism ei au devenit conducătorii demonici ai lumii materiale, fiecare asociat cu o sferă cerească diferită.  Considerați conducători ai lumii materiale, ei sunt numiți ἄρχοντες (archontes, „principe” sau „conducători”). Ca și în astronomia antică, care se gândea la o sferă de stele fixe, deasupra sferelor celor șapte planete, dincolo de sferele arhonților malefici (Hebdomad), existau regiuni supra-cerești în care un suflet trebuie să ajungă prin gnoză pentru a scăpa de stăpânirea arhonților. Acest loc este considerat ca sălașul Sofiei (Înțelepciunea) și al lui Barbelo⁠(d), loc numit și Ogdoad.

## Denumire și asociații

### Ofiți
Ofiții au acceptat existența acestor șapte arhonți (Origene, Contra Celsum, vi. 31; o listă aproape identică este dată în Despre originea lumii ): 
- Yaldabaoth, numit și Saklas și Samael
  - Saturn .
  - Nume feminin: Pronoia (Pregândire) Sambathas, „săptămâna”.
  - Profeți: [13] Moise, Iosua, Amos, Habacuc .
  - Din ebraicul yalda bahut⁠(d) , „Copilul haosului”? Cel mai îndepărtat care i-a creat pe ceilalți șase și, prin urmare, conducătorul șef și Demiurgul prin excelență . Numit „cel cu față de leu”, leontoeides.
- Iao
  - Jupiter .
  - Nume feminin: Domnie.
  - Profeți: Samuel, Natan, Iona, Mica.
  - Poate de la Yahu, YHWH, dar posibil și de la strigătul magic iao din mistere.
- Sabaoth
  - Marte .
  - Nume feminin: Zeitate.
  - Profeți: Ilie, Ioel, Zaharia.
    - Expresia din Vechiul Testament Yahweh sabaoth sau „Iehova al oștirilor” a fost considerată un nume propriu, de unde Jupiter Sabbas.
- Astaphanos sau Astaphaios
  - Venus.
  - Nume feminin: Sophia.
  - Profeți: Esdra, Țefania.
  - Astraphaios este fără îndoială planeta Venus, deoarece există pietre prețioase gnostice cu o figură feminină și legenda ASTAPHE, nume care este, de asemenea, folosit în vrăji magice ca nume al unei zeițe.
- Adonaios⁠(d)
  - Soarele.
  - Nume feminin: Regalitate.
  - Profeți: Isaia, Ezechiel, Ieremia, Daniel .
  - Din termenul ebraic pentru „Domnul”, folosit de Dumnezeu; Adonis al sirienilor reprezentând soarele de iarnă în tragedia cosmică din Tammuz. În sistemul mandaean, Adonaios reprezintă Soarele.
- Elaios, sau Ailoaios, sau uneori Ailoein
  - Mercur.
  - Nume feminin: Gelozie.
  - Profeți: Tobias, Hagai.
  - De la Elohim, Dumnezeu (El).
- Horaios
  - Luna.
  - Nume feminin: bogăție.
  - Profeți: Micaia, Naum.
  - De la Jaroah? sau "lumina"? sau Horus?

### Despre Originea Lumii
În textul Nag Hammadi Despre originea lumii, cele șapte puteri ale cerurilor haosului sunt: 
- Yaldabaoth, reprezentând pregândire  (Sambathas)
- Yao, reprezentând măiestria
- Sabaoth⁠(d), reprezentând divinitatea
- Adonaios⁠(d), reprezentând regalitatea
- Eloaios, reprezentând invidia
- Oraios, reprezentând bogăția
- Astaphaios⁠(d), echivalat cu Sophia⁠(d)

### Pistis Sophia
Ultima carte din Pistis Sophia conține mitul prinderii arhonților răzvrătiți, ai căror conducători apar aici în număr de cinci.
- Paraplex
- Hecate
- Ariouth (femei)
- Typhon
- Iachtanabas (masculi)

### Apocrifa lui Ioan
În Apocrifa lui Ioan, demiurgul Yaldabaoth, cunoscut și sub numele de Sakla și Samael, creează „cele douăsprezece autorități”, care sunt: 
- Athoth (secerătorul)
- Harmas (ochiul gelos)
- Kalila-Oumbri
- Yabel
- Adonaios (Sabaoth)
- Cain (soarele)
- Abel
- Abrisene
- Yobel
- Armoupieel
- Melcheir-Adonein
- Belias⁠(d) (conducător peste adâncimea lumii de dincolo)

Cele douăsprezece autorități creează apoi „Cele șapte puteri”, care sunt descrise ca reprezentând cele șapte zile ale săptămânii:
- Athoth, reprezentând bunătatea, cu chip de oaie
- Eloaios, reprezentând premeditarea, cu chip de măgar
- Astaphaios⁠(d), reprezentând divinitatea, cu chip de hienă
- Yao, reprezentând domnia, cu chipul unui șarpe cu șapte capete
- Sabaoth, reprezentând regatul, cu chip de șarpe
- Adonin, reprezentând gelozia, cu chip de maimuță
- Sabbataios, reprezentând înțelegerea, cu fața unui foc în flăcări

### După Epifanie
În sistemul gnosticilor menționat de Epifanie găsim, ca cei șapte arhonți:
- Iao
- Saklas (demonul principal din maniheism)
- Seth
- David
- Eloiein
- Elilaios (probabil legat de En-lil, Bel din Nippur, zeul antic al Babiloniei)
- Yaldabaoth (sau nr. 6 Yaldaboath, nr. 7 Sabaoth)

### Forma elenizată
În forma elenizată a gnosticismului, fie toate, fie unele dintre aceste nume sunt înlocuite cu vicii personificate. Authadia (Authades), sau Îndrăzneala, este descrierea evidentă a lui Yaldabaoth, obraznicul Demiurg, care are chipul de leu ca arhonul Authadia. Dintre arhonții Kakia, Zelos, Phthonos, Errinnys, Epithymia, ultimul reprezintă Venus. Numărul șapte se obține prin plasarea unui proarhon sau arhon șef la cap. Că aceste nume sunt doar o deghizare pentru Sancta Hebdomas este clar, pentru că Sophia, mama lor, păstrează numele de Ogdoad, Octonatio. Ocazional, la fel ca la naaseni⁠(d), cineva se întâlnește cu arhontele Esaldaios, care este evident El Shaddai⁠(d) dinl Biblie, și el este descris ca arhontele „numărul patru” (harithmo tetartos).

## Mandeism
În cosmologia din mandeism, Ptahil-Uthra, deși nu este o zeitate, poate fi considerat arhontele principal, deoarece este considerat creatorul lumii materiale.
Printre mandeeni, există o concepție diferită și poate mai primitivă despre cei șapte. În mandeism, cei șapte, împreună cu mama lor Namrus⁠(d) (Ruha⁠(d)) și tatăl lor (Ur), sunt planete care aparțin în întregime Lumii Întunericului. Ei și familia lor sunt priviți ca niște captivi ai îngerului Manda-d'hayye⁠(d) („Cunoașterea vieții”), care îi iertă, îi pune pe carele de lumină și îi numește conducători ai lumii.

## Maniheism
Maniheenii au adoptat cu ușurință cuoștiințele gnostice, iar arhonții lor sunt invariabil ființe malefice, care alcătuiesc Prințul Întunericului. Se relatează cum ajutorul Omului Primar⁠(d), spiritul vieții, a capturat arhonii răi și i-a fixat pe firmament, sau, conform unei alte relatări, i-a jupuit și a format firmamentul din pielea lor și aceasta concepția este strâns legată de cealaltă, deși în această tradiție se pierde numărul (șapte) al arhonților.

## Origini

### Planetele
Irineu ne spune că „sfântul Hebdomad este [format din] cele șapte stele pe care ei le numesc planete”. Prin urmare, este sigur să luăm cele șapte nume gnostice de mai sus ca desemnând cele șapte divinități planetare: soarele, luna și cinci planete. În sistemul din mandeism, cei Șapte sunt introduși cu numele babiloniene ale planetelor. Legătura celor Șapte cu planetele este, de asemenea, clar stabilită de expunerile lui Celsus și Origene (Contra Celsum) și, în mod similar, de pasajul mai sus citat din Pistis Sophia, unde arhonii, care se află aici menționați ca cinci, sunt identificați cu cele cinci planete (excluzând soarele și luna).
În aceasta, ca și în alte câteva sisteme, urmele celor șapte planetari au fost ascunse, dar cu greu pot fi șterse total. Ceea ce tindea cel mai mult să șteargă distincția de șapte ori a fost identificarea Dumnezeului evreilor, Dătătorul de Legi, cu Yaldabaoth și desemnarea sa drept Creator al Lumii, în timp ce anterior cele șapte planete împreună conduceau lumea. Această confuzie, totuși, a fost sugerată chiar de faptul că cel puțin cinci dintre cei șapte arhonți aveau nume ale Dumnezeului din Vechiul Testament – El Shaddai, Adonai, Elohim, Iehova, Sabaoth.
Wilhelm Anz a mai subliniat că escatologia gnostică, constând în lupta sufletului cu arhonții ostili în încercarea sa de a ajunge la Pleroma, este o paralelă strânsă cu ascensiunea sufletului, în astrologia babiloniană, prin tărâmurile celor șapte planete până la Anu. Religia babiloniană târzie poate fi cu siguranță indicată drept casa acestor idei.
În Mandeism, cele șapte planete nu sunt în general privite favorabil, deoarece fac parte din anturajul lui Ruha⁠(d), Regina Lumii Întunericului, care este și mama lor (vezi cosmologia Mandeiană ).

### Zoroastrism
Textul Bundahishn povestește că în lupta primordială a diavolului împotriva lumii luminii, șapte puteri ostile au fost capturate și așezate ca niște constelații în ceruri, unde sunt păzite de puteri stelare bune și împiedicate să facă rău. Cinci dintre puterile malefice sunt planetele, în timp ce aici soarele și luna, desigur, nu sunt considerate printre puterile malefice - din motivul evident că în religia oficială persană ele apar invariabil ca divinități bune. De asemenea, trebuie remarcat faptul că misterele lui Mithra, atât de strâns legate de religia persană, sunt familiarizate cu această doctrină a ascensiunii sufletului prin sferele planetare.

### Îngeri căzuți
În Despre originea lumii, arhonii o impregnează pe Eva biblică, o idee care derivă probabil de la Fiii lui Dumnezeu din Genesis 6:1–4 sau Cartea lui Enoh. În conformitate cu reprezentările îngerilor căzuți în scrierile enohiene, arhonții incită pasiuni în oameni. Mai mult, ei învață idolatria, sacrificiile și vărsarea de sânge pentru a-i face sclavi pe gnostici și a-i face să cadă în capcana ignoranței.

## Teologie greacă
Mitologia Greciei antice cuprindea zei, demoni și eroi. Θεοὶ ἄρχοντες (zei conducători) apar în filosofia ulterioară a lui Platon. Cu toate acestea, Philon nu face niciodată aluzie la arhonți: într-un singur pasaj (De Mon. i. 1),  ἄρχοντες este doar corelativ cu ὑπήκοοι (domni).
În prezent, sincretismul filozofiei grecești târzii a găsit loc pentru arhonți, care apar în neoplatonism și despre care se pretinde că derivă din tradiția nescrisă a lui Platon. Ei sunt introduși de autorul cărții Despre misterele egiptene și chiar de filozoful Porfirie, sub zei, demoni, îngeri și arhangheli, dar deasupra eroilor (omiși de Porfirie) și a „sufletelor” plecate, pe scara ființelor invizibile a căror prezență se poate manifesta. Poate fi doar o coincidență întâmplătoare faptul că, pe la sfârșitul secolului al II-lea, „arhonte” a fost unul dintre denumirile date de Harpocrația platoniciană celui de-„Al Doilea Dumnezeu” al lui Numeniu (Proclus în Tim . 93 C).